# Gare de Rang-du-Fliers - Verton
Gare de Rang-du-Fliers - Verton vasútállomás Franciaországban, Rang-du-Fliers településen.

## Vasútvonalak
Az állomást az alábbi vasútvonalak érintik:
- Longueau–Boulogne-vasútvonal

## Kapcsolódó állomások
A vasútállomáshoz az alábbi állomások vannak a legközelebb:
- Gare d’Étaples - Le Touquet (K94+)
- Gare de Rue